# Allas-les-Mines
Allas-les-Mines [alas le min], autrefois nommée Allas-de-Berbiguières, est une commune française située dans le département de la Dordogne, en région Nouvelle-Aquitaine.

## Géographie

### Généralités
Allas-les-Mines est une commune du quart sud-est du département de la Dordogne, située dans le Périgord noir. Elle est bordée au nord par la Dordogne. C'est une commune rurale qui fait partie de l'aire d'attraction de Sarlat-la-Canéda.
Le bourg d'Allas-les-Mines est situé, en distances orthodromiques, quatre kilomètres et demi au sud-est de Saint-Cyprien et treize kilomètres au sud-ouest du centre-ville de Sarlat-la-Canéda.
Le territoire communal est traversé par la route départementale 50, ainsi que par deux sentiers de grande randonnée : le GR 36 et le GR 64, les deux se rejoignant et faisant tronçon commun passant par le bourg.

### Communes limitrophes
Allas-les-Mines est limitrophe de sept autres communes, dont Saint-Germain-de-Belvès au sud-ouest sur moins de 200 mètres. À l'ouest, le territoire communal de Marnac est distant de moins de 100 mètres.
|                         | Castels et Bézenac |                                                |
| Berbiguières            | Allas-les-Mines    | Saint-Vincent-de-Cosse, Castelnaud-la-Chapelle |
| Saint-Germain-de-Belvès | Cladech            | Veyrines-de-Domme                              |

### Géologie et relief

#### Géologie
Situé sur la plaque nord du Bassin aquitain et bordé à son extrémité nord-est par une frange du Massif central, le département de la Dordogne présente une grande diversité géologique. Les terrains sont disposés en profondeur en strates régulières, témoins d'une sédimentation sur cette ancienne plate-forme marine. Le département peut ainsi être découpé sur le plan géologique en quatre gradins différenciés selon leur âge géologique. Allas-les-Mines est située dans le deuxième gradin à partir du nord-est, un plateau formé de roches calcaires très dures du Jurassique que la mer a déposées par sédimentation chimique carbonatée, en bancs épais et massifs.
Elle est dans le causse de Daglan, au sud-ouest autour de Daglan, entre Saint-Cyprien, Domme et Villefranche-du-Périgord, vaste ensemble éclaté présentant de nombreux faciès calcaires, constitués principalement de pelouses sèches, de steppes, et de forêts perdant leurs feuilles en hiver.
Les couches affleurantes sur le territoire communal sont constituées de formations superficielles du Quaternaire et de roches sédimentaires datant pour certaines du Cénozoïque, et pour d'autres du Mésozoïque. La formation la plus ancienne, notée j6-7, date du Kimméridgien terminal au Tithonien, composée de calcaires micritiques en petits bancs alternant avec des bancs marneux à lumachelles. La formation la plus récente, notée CFvs, fait partie des formations superficielles de type colluvions carbonatées de vallons secs : sable limoneux à débris calcaires et argile sableuse à débris. Le descriptif de ces couches est détaillé dans  les feuilles « no 807 - Le Bugue » et « no 808 - Sarlat-la-Canéda » de la carte géologique au 1/50 000 de la France métropolitaine, et leurs notices associées,.

Carte géologique d'Allas-les-Mines.

#### Relief et paysages
Le département de la Dordogne se présente comme un vaste plateau incliné du nord-est (491 m, à la forêt de Vieillecour dans le Nontronnais, à Saint-Pierre-de-Frugie) au sud-ouest (2 m à Lamothe-Montravel). L'altitude du territoire communal varie quant à elle entre 56 m et 250 m,.
Dans le cadre de la Convention européenne du paysage entrée en vigueur en France le 1er juillet 2006, renforcée par la loi du 8 août 2016 pour la reconquête de la biodiversité, de la nature et des paysages, un atlas des paysages de la Dordogne a été élaboré sous maîtrise d’ouvrage de l’État et publié en octobre 2020. Les paysages du département s'organisent en huit unités paysagères et 14 sous-unités. La commune fait partie du Périgord noir, un paysage vallonné et forestier, qui ne s’ouvre que ponctuellement autour de vallées-couloirs et d’une multitude de clairières de toutes tailles. Il s'étend du nord de la Vézère au sud de la Dordogne (en amont de Lalinde) et est riche d’un patrimoine exceptionnel.
La superficie cadastrale de la commune publiée par l'Insee, qui sert de référence dans toutes les statistiques, est de 7,04 km2,,. La superficie géographique, issue de la BD Topo, composante du Référentiel à grande échelle produit par l'IGN, est quant à elle de 7,26 km2.

### Hydrographie

#### Réseau hydrographique

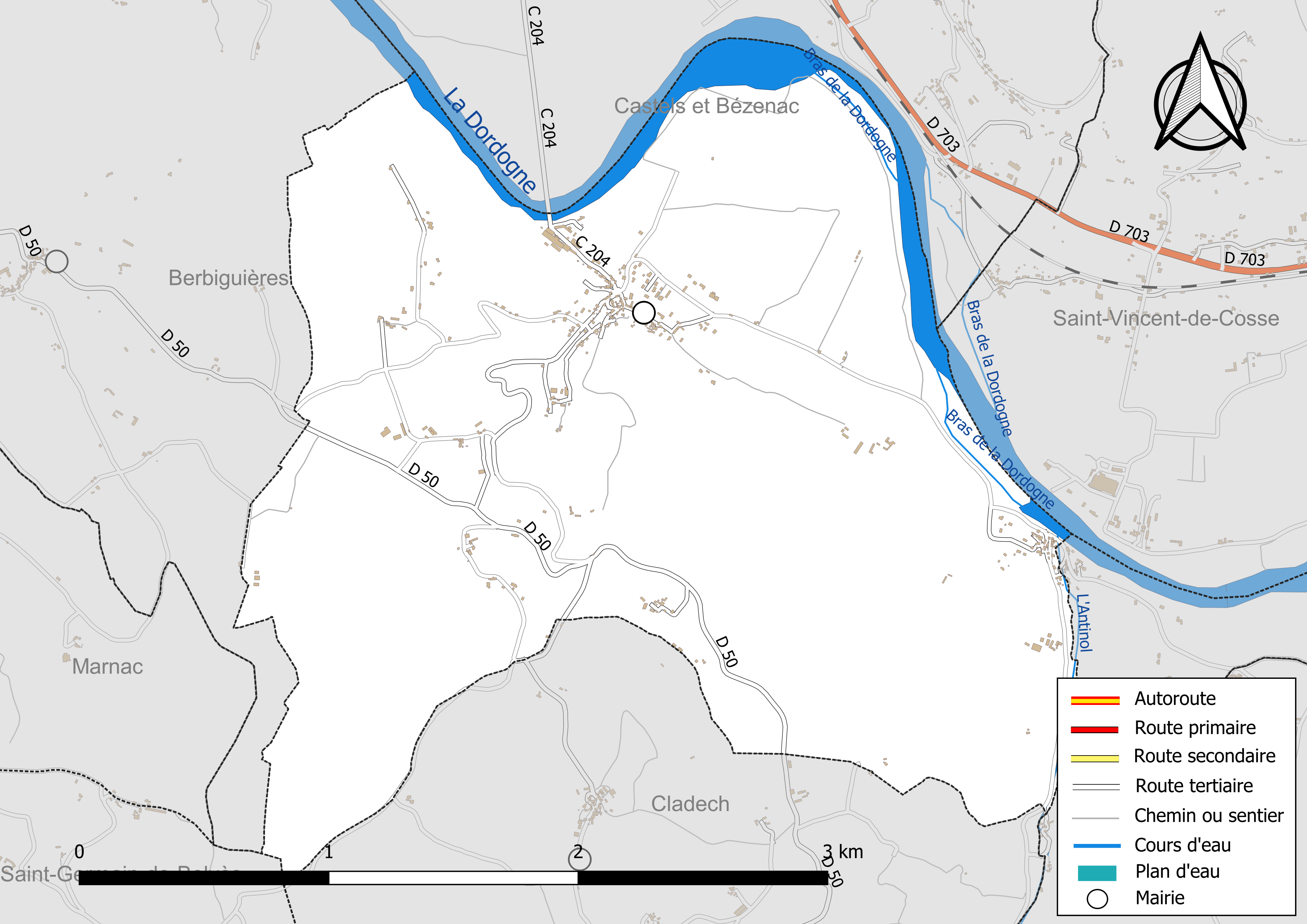
Réseaux hydrographique et routier d'Allas-les-Mines.

La commune est située dans le bassin de la Dordogne au sein du Bassin Adour-Garonne. Elle est drainée par la Dordogne, l'Antinol et un petit cours d'eau qui constituent un réseau hydrographique de 7,5 km de longueur totale,.
La Dordogne, d'une longueur totale de 483,1 km, prend naissance sur les flancs du puy de Sancy (1 885 m), dans la chaîne des monts Dore, traverse six départements dont la Dordogne dans sa partie sud, et conflue avec la Garonne à Bayon-sur-Gironde, pour former l'estuaire de la Gironde,. Elle borde la commune au nord-est et au nord sur près de quatre kilomètres et demi, en limite de Saint-Vincent-de-Cosse et Castels et Bézenac.
L'Antinol, long de 2,57 km, naît sur la commune voisine de Veyrines-de-Domme, marque la limite orientale de la commune sur plus d'un kilomètre, face à Veyrines-de-Domme et Castelnaud-la-Chapelle, et se jette dans la Dordogne en rive gauche à Envaux.

#### Gestion et qualité des eaux
Le territoire communal est couvert par le schéma d'aménagement et de gestion des eaux (SAGE) « Dordogne amont ». Ce document de planification, dont le territoire s'étend des sources de la Dordogne jusqu'à la confluence avec la Vézère à Limeuil, d'une superficie de 9 700 km2 est en cours d'élaboration. La structure porteuse de l'élaboration et de la mise en œuvre est l'établissement public territorial de bassin de la Dordogne (EPIDOR). Il définit sur son territoire les objectifs généraux d’utilisation, de mise en valeur et de protection quantitative et qualitative des ressources en eau superficielle et souterraine, en respect des objectifs de qualité définis dans le troisième SDAGE  du Bassin Adour-Garonne qui couvre la période 2022-2027, approuvé le 10 mars 2022.
La qualité des eaux de baignade et des cours d’eau peut être consultée sur un site dédié géré par les agences de l’eau et l’Agence française pour la biodiversité.

### Climat
Pour des articles plus généraux, voir Climat de la Nouvelle-Aquitaine et Climat de la Dordogne.
Historiquement, la commune est exposée à un climat océanique aquitain.  
En 2020, Météo-France publie une typologie des climats de la France métropolitaine dans laquelle la commune est exposée à un climat océanique altéré et est dans la région climatique Aquitaine, Gascogne, caractérisée par une pluviométrie abondante au printemps, modérée en automne, un faible ensoleillement au printemps, un été chaud (19,5 °C), des vents faibles, des brouillards fréquents en automne et en hiver et des orages fréquents en été (15 à 20 jours).
Pour la période 1971-2000, la température annuelle moyenne est de 12,5 °C, avec  une amplitude thermique annuelle de 15 °C. Le cumul annuel moyen de précipitations est de 873 mm, avec 12,2 jours de précipitations en janvier et 6,8 jours en juillet. Pour la période 1991-2020, la température moyenne annuelle observée sur la station météorologique la plus proche, située sur la commune de Pays de Belvès à 8 km à vol d'oiseau, est de 13,0 °C et le cumul annuel moyen de précipitations est de 888,2 mm,. Pour l'avenir, les paramètres climatiques de la commune estimés pour 2050 selon différents scénarios sont consultables sur un site dédié publié par Météo-France en novembre 2022.

### Milieux naturels et biodiversité

#### Natura 2000
La Dordogne est un site du réseau Natura 2000 limité aux départements de la Dordogne et de la Gironde, et qui concerne les 104 communes riveraines de la Dordogne, dont Allas-les-Mines,. Seize espèces animales et une espèce végétale inscrites à l'annexe II de la directive 92/43/CEE de l'Union européenne y ont été répertoriées.

#### ZNIEFF
Allas-les-Mines fait partie des 102 communes concernées par la zone naturelle d'intérêt écologique, faunistique et floristique (ZNIEFF) de type II « La Dordogne »,, dans laquelle ont été répertoriées huit espèces animales déterminantes et cinquante-sept espèces végétales déterminantes, ainsi que quarante-trois autres espèces animales et trente-neuf autres espèces végétales.

## Urbanisme

### Typologie
Au 1er janvier 2024, Allas-les-Mines est catégorisée commune rurale à habitat dispersé, selon la nouvelle grille communale de densité à 7 niveaux définie par l'Insee en 2022.
Elle est située hors unité urbaine. Par ailleurs la commune fait partie de l'aire d'attraction de Sarlat-la-Canéda, dont elle est une commune de la couronne,. Cette aire, qui regroupe 45 communes, est catégorisée dans les aires de moins de 50 000 habitants,.

### Occupation des sols
L'occupation des sols de la commune, telle qu'elle ressort de la base de données européenne d’occupation biophysique des sols Corine Land Cover (CLC), est marquée par l'importance des forêts et milieux semi-naturels (49,9 % en 2018), en diminution par rapport à 1990 (52,3 %). La répartition détaillée en 2018 est la suivante : 
forêts (49,9 %), zones agricoles hétérogènes (28,3 %), terres arables (16,3 %), eaux continentales (5,4 %). L'évolution de l’occupation des sols de la commune et de ses infrastructures peut être observée sur les différentes représentations cartographiques du territoire : la carte de Cassini (XVIIIe siècle), la carte d'état-major (1820-1866) et les cartes ou photos aériennes de l'IGN pour la période actuelle (1950 à aujourd'hui).

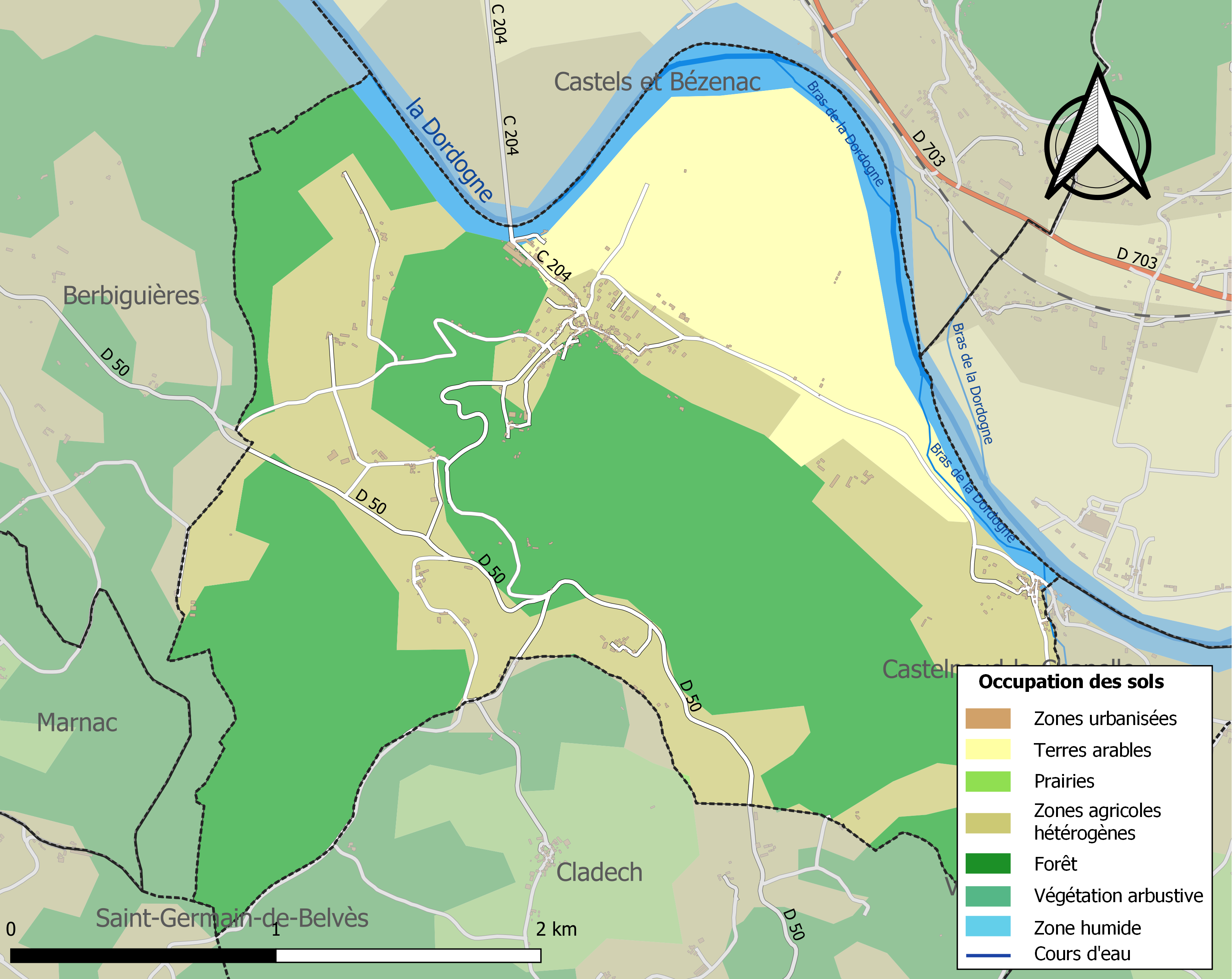
Carte des infrastructures et de l'occupation des sols de la commune en 2018 (CLC).

### Villages, hameaux et lieux-dits
Outre le bourg d'Allas-les-Mines proprement dit, le territoire se compose d'autres villages ou hameaux, ainsi que de lieux-dits :
- les Borgnes
- le Bousquet
- Bugassou
- Château Goudou
- Chopart
- le Communal
- Costeraste
- Envaux
- Fermoulet
- Fournet
- Giraudelle
- les Islots
- Loussote
- Malvert
- le Pontet
- le Raisse
- la Roudie
- Sansot
- Terre de la Font
- les Vitarelles.

### Prévention des risques
Le territoire de la commune d'Allas-les-Mines est vulnérable à différents aléas naturels : météorologiques (tempête, orage, neige, grand froid, canicule ou sécheresse), inondations, feux de forêts, mouvements de terrains et séisme (sismicité très faible). Il est également exposé à un risque technologique, la rupture d'un barrage. Un site publié par le BRGM permet d'évaluer simplement et rapidement les risques d'un bien localisé soit par son adresse soit par le numéro de sa parcelle.

#### Risques naturels
Certaines parties du territoire communal sont susceptibles d’être affectées par le risque d’inondation par débordement de cours d'eau, notamment la Dordogne. La commune a été reconnue en état de catastrophe naturelle au titre des dommages causés par les inondations et coulées de boue survenues en 1982, 1988, 1993, 1999, 2005 et 2008,. Le risque inondation est pris en compte dans l'aménagement du territoire de la commune par le biais du plan de prévention des risques inondation (PPRI) de la « vallée de la Dordogne amont »  approuvé le 15 avril 2011, pour les crues de la Dordogne,.
Allas-les-Mines est exposée au risque de feu de forêt. L’arrêté préfectoral du 14 mars 2013 fixe les conditions de pratique des incinérations et de brûlage dans un objectif de réduire le risque de départs d’incendie. À ce titre, des périodes sont déterminées : interdiction totale du 15 février au 15 mai et du 15 juin au 15 octobre, utilisation réglementée du 16 mai au 14 juin et du 16 octobre au 14 février. En septembre 2020, un plan inter-départemental de protection des forêts contre les incendies (PidPFCI) a été adopté pour la période 2019-2029,.

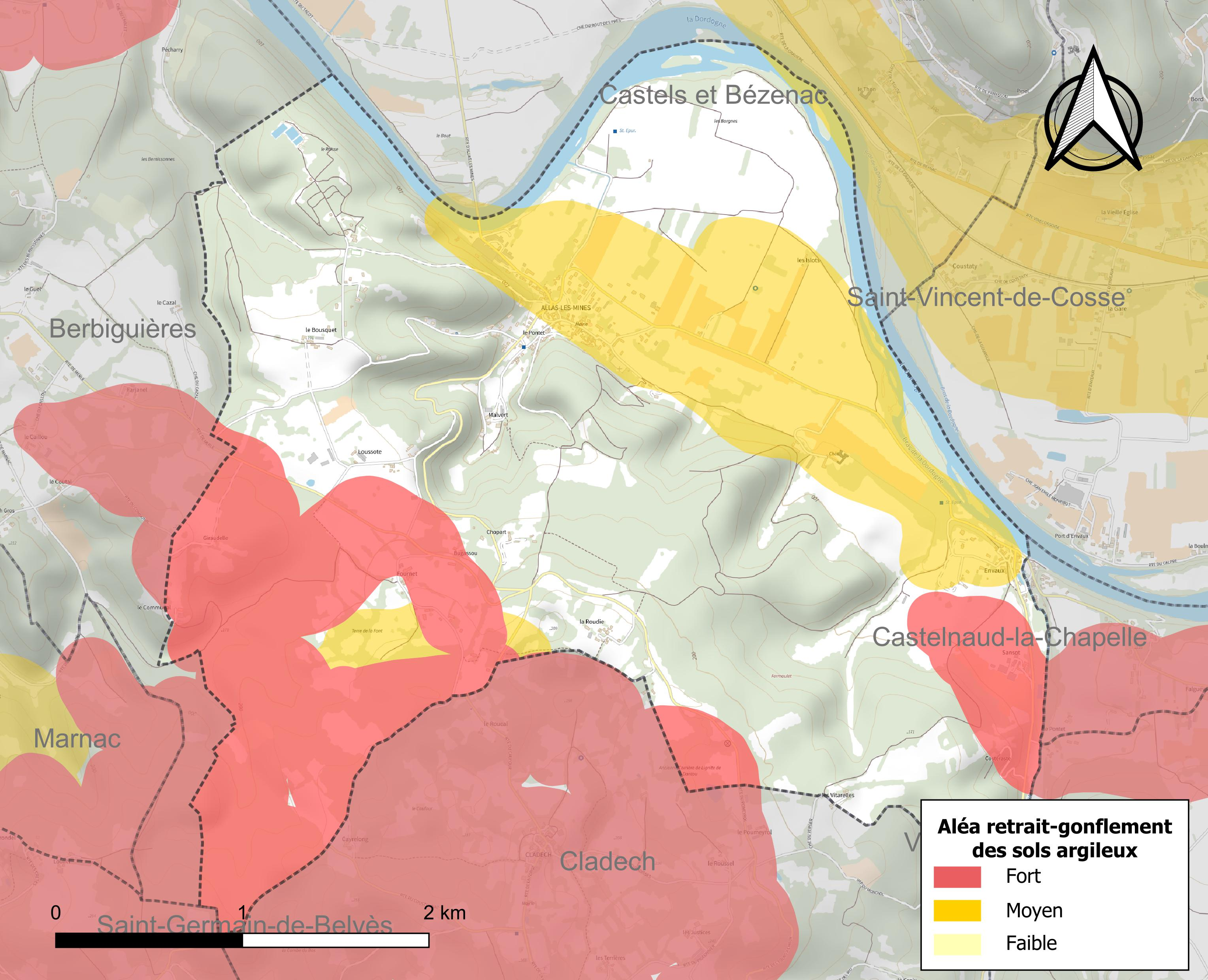
Carte des zones d'aléa retrait-gonflement des sols argileux d'Allas-les-Mines.

Les mouvements de terrains susceptibles de se produire sur la commune sont des affaissements et effondrements liés aux cavités souterraines (hors mines) et des tassements différentiels. Afin de mieux appréhender le risque d’affaissement de terrain, un inventaire national permet de localiser les éventuelles cavités souterraines sur la commune. Le retrait-gonflement des sols argileux est susceptible d'engendrer des dommages importants aux bâtiments en cas d’alternance de périodes de sécheresse et de pluie. 41,6 % de la superficie communale est en aléa moyen ou fort (58,6 % au niveau départemental et 48,5 % au niveau national métropolitain). Depuis le 1er octobre 2020, en application de la loi ÉLAN, différentes contraintes s'imposent aux vendeurs, maîtres d'ouvrages ou constructeurs de biens situés dans une zone classée en aléa moyen ou fort,.
La commune a été reconnue en état de catastrophe naturelle au titre des dommages causés par des mouvements de terrain en 1999.

#### Risque technologique
La commune est en outre située en aval du barrage de Bort-les-Orgues, un ouvrage de classe A situé dans le département de la Corrèze et faisant l'objet d'un PPI depuis 2009. À ce titre elle est susceptible d’être touchée par l’onde de submersion consécutive à la rupture de cet ouvrage.

## Toponymie
La première mention écrite connue du lieu apparait en 1218 sous la forme Alas, puis sous la forme latine Alatum en 1365. On trouve également en 1643 la paroisse nommée Alat de Ferrières[réf. nécessaire]. Ensuite, la commune s'est appelée Alat, Allas de Berbières puis Allas-de-Berbiguières,. Au cours de la période révolutionnaire de la Convention nationale, elle a porté le nom d'Allas-l'Égalité. En 1910, Allas-de-Berbiguières devient Allas-les-Mines, par décret du 3 janvier paru au Journal officiel le 9 janvier.
Le nom d'Allas-les-Mines peut provenir soit d'Alacius, personnage d'origine gallo-romaine, soit du peuple des Alains, envahisseurs de la Gaule au début du Ve siècle. La seconde partie du nom s'explique par les anciennes mines de charbon situées sur le territoire communal.
En occitan, la commune porte le nom d'En Alat ou d'Alàs,.

## Histoire
Le village était occupé à l’époque gallo-romaine puisque les fouilles de 1956 prouvent l’existence d’une exploitation vinicole avec un fouloir, l’emplacement d’un pressoir, la découverte de pièces de monnaie, un bronze datant de Vespasien, un autre de Trajan, cinq antoniniens allant de Gallien à Tetricus Ier, des tessons de céramique commune.
Sous Louis XV, selon un rapport de l'intendant de Guyenne, Me Jully en 1746, 28 maisons composent le bourg. Une épidémie frappe le village : 30 morts et 25 personnes alitées, sérieusement malades : serait-ce la peste, ou le choléra ?
Ancienne paroisse relevant du diocèse de Sarlat, la commune d'Allas-de-Berbiguières est créée dans les premières années de la Révolution française.
Ses mines de lignite ont occupé jusqu’à 1 248 employés. Jusqu’en 1956, une usine à chaux a employé jusqu'à 220 ouvriers.

## Politique et administration

### Administration municipale
La population de la commune étant comprise entre 100 et 499 habitants au recensement de 2017, onze conseillers municipaux ont été élus en 2020,.

### Liste des maires
| Période                                  | Période    | Identité                | Étiquette | Qualité                            |
| ---------------------------------------- | ---------- | ----------------------- | --------- | ---------------------------------- |
| Les données manquantes sont à compléter. |            |                         |           |                                    |
|                                          |            |                         |           |                                    |
| 1971                                     | mars 2008  | René Magimel            | UMP       | Artisan menuisier à la retraite    |
| mars 2008                                | mars 2015, | Guy de Brondeau         | SE        | Retraité de la banque              |
| mars 2015                                | juin 2015  | Jean-Louis Monribot     |           | Adjoint faisant fonctions de maire |
| juin 2015                                | mai 2020   | Jean-Louis Monribot     |           |                                    |
| mai 2020                                 | En cours   | Jean-François Laravoire |           |                                    |

## Équipements et services publics

### Justice
Dans le domaine judiciaire, Allas-les-Mines relève : 
- du tribunal de proximité de Sarlat-la-Canéda ;
- du tribunal judiciaire, du tribunal pour enfants, du conseil de prud'hommes et du tribunal de commerce de Bergerac ;
- du pôle Nationalité du tribunal judiciaire de Périgueux (compétent uniquement dans le domaine de la nationalité) ;
- de la cour d'appel et de la cour administrative d'appel de Bordeaux.

## Population et société

### Démographie
Les habitants d'Allas-les-Mines se nomment les Allacois.
L'évolution du nombre d'habitants est connue à travers les recensements de la population effectués dans la commune depuis 1793. Pour les communes de moins de 10 000 habitants, une enquête de recensement portant sur toute la population est réalisée tous les cinq ans, les populations de référence des années intermédiaires étant quant à elles estimées par interpolation ou extrapolation. Pour la commune, le premier recensement exhaustif entrant dans le cadre du nouveau dispositif a été réalisé en 2008.

En 2022, la commune comptait 195 habitants, en évolution de −6,25 % par rapport à 2016 (Dordogne : +0,37 %, France hors Mayotte : +2,11 %).
| 1793 | 1800 | 1806 | 1821 | 1831 | 1836 | 1841 | 1846 | 1851 |
| ---- | ---- | ---- | ---- | ---- | ---- | ---- | ---- | ---- |
| 474  | 463  | 447  | 459  | 466  | 377  | 445  | 453  | 461  |

| 1856 | 1861 | 1866 | 1872 | 1876 | 1881 | 1886 | 1891 | 1896 |
| ---- | ---- | ---- | ---- | ---- | ---- | ---- | ---- | ---- |
| 491  | 478  | 463  | 457  | 467  | 462  | 437  | 472  | 470  |

| 1901 | 1906 | 1911 | 1921 | 1926 | 1931 | 1936 | 1946 | 1954 |
| ---- | ---- | ---- | ---- | ---- | ---- | ---- | ---- | ---- |
| 451  | 408  | 424  | 353  | 416  | 339  | 276  | 287  | 290  |

| 1962 | 1968 | 1975 | 1982 | 1990 | 1999 | 2006 | 2008 | 2013 |
| ---- | ---- | ---- | ---- | ---- | ---- | ---- | ---- | ---- |
| 290  | 236  | 198  | 185  | 203  | 224  | 208  | 204  | 201  |

| 2018 | 2022 | - | - | - | - | - | - | - |
| ---- | ---- | - | - | - | - | - | - | - |
| 200  | 195  | - | - | - | - | - | - | - |

## Économie

### Emploi
En 2021, parmi la population communale comprise entre 15 et 64 ans, les actifs représentent 75 personnes, soit 39,3 % de la population municipale. Le nombre de chômeurs (9) a diminué par rapport à 2015 (16) et le taux de chômage de cette population active s'établit à 11,4 %.

### Activités hors agriculture
24 établissements marchands non agricoles sont économiquement actifs en 2021 à Allas-les-Mines,.
Le secteur du commerce de gros et de détail, des transports, de l'hébergement et de la restauration est prépondérant sur la commune puisqu'il représente 29,2 % du nombre total d'établissements de la commune (7 sur les 24 entreprises implantées  à Allas-les-Mines), contre 28,2 % au niveau départemental.

### Agriculture
La commune est dans le « Périgord Noir », une petite région agricole dans le département de la Dordogne. En 2020, l'orientation technico-économique de l'agriculture  sur la commune est la polyculture et/ou le polyélevage.
|               | 1988 | 2000 | 2010 | 2020 |
| ------------- | ---- | ---- | ---- | ---- |
| Exploitations | 10   | 6    | 6    | 5    |
| SAU (ha)      | 222  | 198  | 162  | 173  |

Le nombre d'exploitations agricoles en activité et ayant leur siège dans la commune est passé de 10 lors du recensement agricole de 1988  à 6 en 2000 puis à 6 en 2010 et enfin à 5 en 2020, soit une baisse de 50 % en 32 ans. Le même mouvement est observé à l'échelle du département qui a perdu pendant cette période 60 % de ses exploitations (passant de 15 825 à 6 328),. La surface agricole utilisée sur la commune a également diminué, passant de 222 ha en 1988 à 173 ha en 2020. Parallèlement la surface agricole utilisée moyenne par exploitation a augmenté, passant de 22 à 35 ha.

## Culture locale et patrimoine

### Lieux et monuments

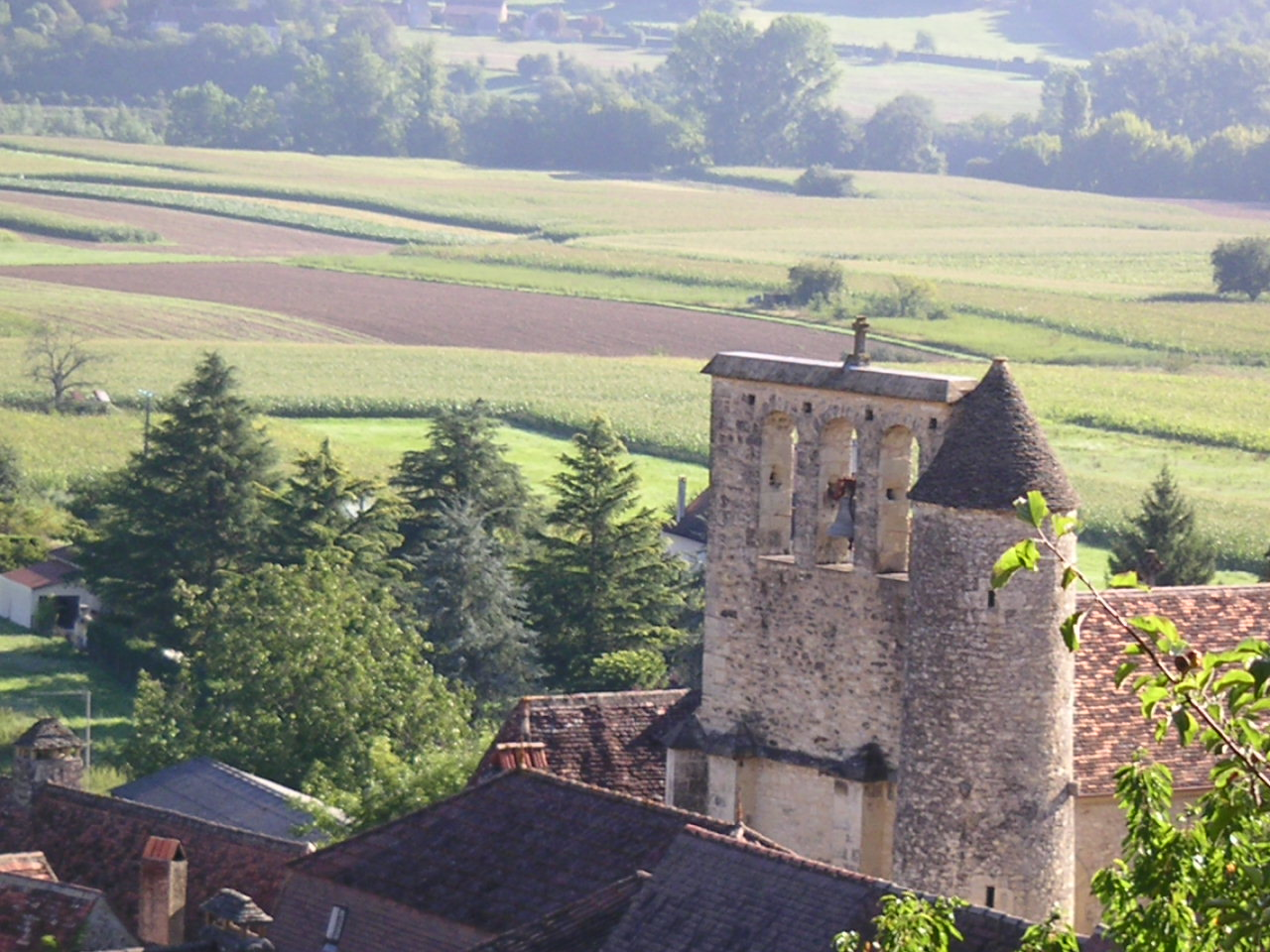
Le clocher de l'église

- Château de Ferrières, connu également sous le nom de château d'Allas.
- Château de Goudou : la tour centrale serait du XIIe siècle.
- Ruines d'un monastère
- Église Sainte-Croix, le clocher du XIIe siècle recèle un escalier en colimaçon.
- La maison du Pêcheur à Envaux.
- Musée « La rue du temps qui passe » (collection Boom), créé en 2017 : sur plus de 1 000 m2, reconstitution d'un véritable quartier du début du XXe siècle avec plus de vingt-cinq commerces d'antan[80].

### Personnalités liées à la commune
Armand Augustin de Toucheboeuf-Beaumond des Junies : il fut seigneur du château de Ferrières à Allas et page du Roi en la petite écurie en 1765.

### Héraldique
| Blason de Allas-les-Mines | Blason  | Parti : au premier d'argent à une fasce ondée d'azur, accompagnée en chef d'un pressoir de sinople, cerclé de sable accompagné en chef de deux grappes de raisin de sinople et d'un tourteau de sable en pointe, au second d'azur à deux taureaux d'or l'un sur l'autre. |
| Blason de Allas-les-Mines | Détails | Fasce ondée pour la rivière la Dordogne. Le pressoir et les grappes de raisin pour la passé viticole. Le tourteau de sable (noir) évoque les mines de lignite et les deux bœufs pour la famille de Touchebœuf. Création adoptée par la commune le 24 avril 2019.         |

## Pour approfondir